# Лооз-Корсварем
Лооз-Корсварем или Лооц-Корсварен (Looz-Corswarem) — семейство мелкопоместного бельгийского дворянства, которое претендовало (наряду с графами Горн) на происхождение от средневековых правителей Лоона (Лооза). После смерти последнего графа Лоонского его владения были в конце XIV века инкорпорированы в Льежскую епископию. 
Во время немецкой медиатизации начала XIX века семейство Корсваренов, апеллируя к своим призрачным правам на Лоон, смогло капитально повысить свой статус.

## Вопрос о лоонском наследстве
В XVII-XVIII вв. сеньоры Корсварема, взывая к салическому закону, оспаривали принадлежность графства Лооз/Лоон епископам Льежа. Хотя документы, которые они приводили в подтверждение своего агнатического родства с графами Лоонскими, впоследствии оказались неверно истолкованными, если не сказать подложными, в 1734 г. император Карл VI в пылу борьбы с епископами признал права верного ему семейства Корсварем на Лоон и закрепил за его главой герцогский титул. С этого времени сеньоры Корсварем стали официально называться «Лооз-Корсварем» (Looz-Corswarem), хотя в действительности графство оставалось в управлении епископа. 

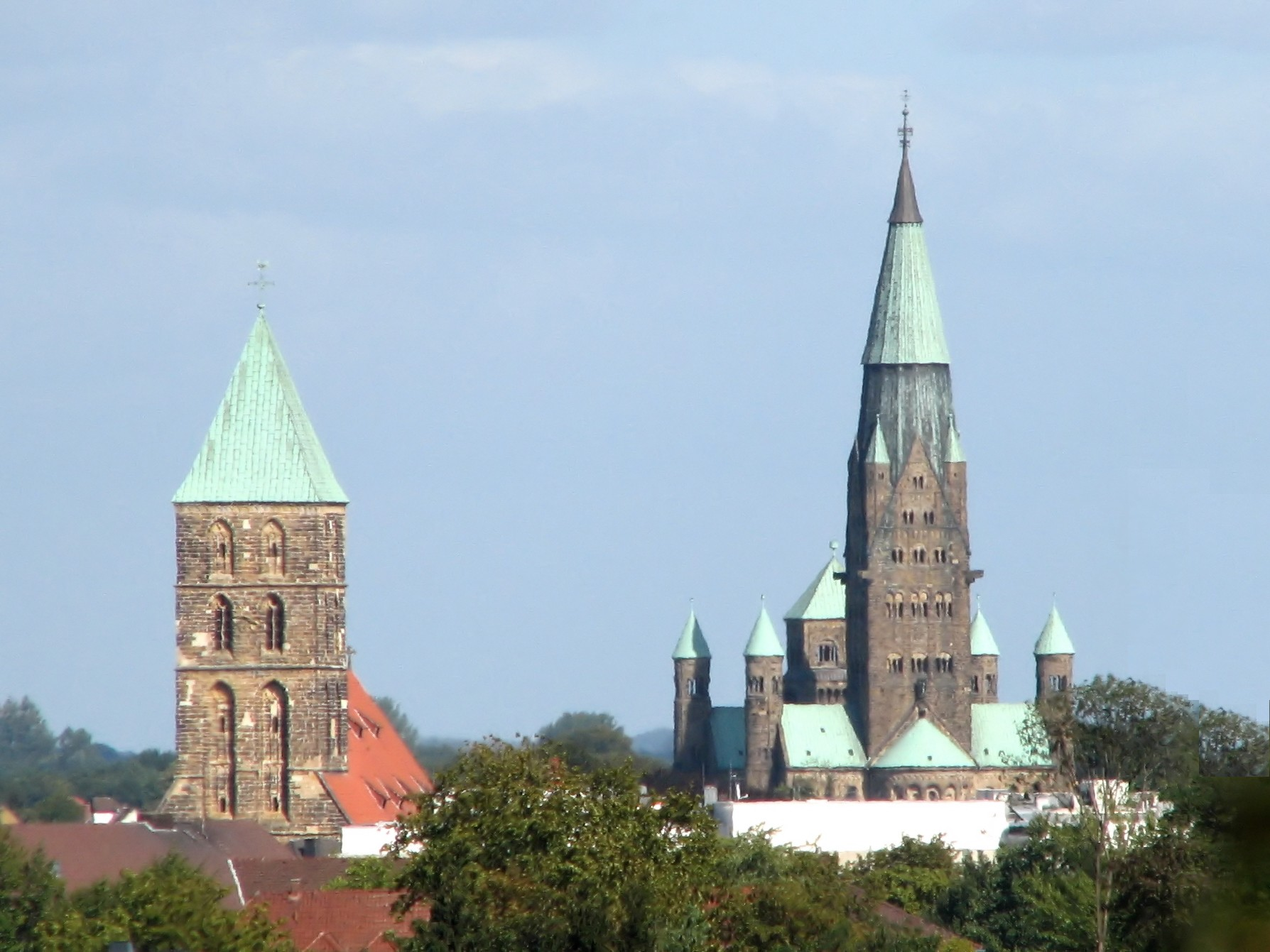
Наполеон объявил Корсваренов правителями княжества Райне в Порейнье

Помимо этих притязаний, сеньоры Корсварем реально владели (унаследованным по женской линии) графством Ниль в окрестностях Тонгерена, которое Наполеон планировал включить в состав Франции. Ещё в 1790-е гг. после французской оккупации графство Лоон было расформировано и стало частью департамента Meuse-Inférieure. Во избежание скандала и в качестве примера другим владетельным сеньорам Священной Римской империи герцогу Лооз-Корсварен в 1803 г. было обещано отдельное место в рейхстаге (равно как и попавшему в сходное положение герцогу де Круа), потеря же Ниля и прочих бельгийских землевладений была компенсирована предоставлением княжества Райне в Порейнье. 
Благодаря этой внезапной милости при роспуске Священной Римской империи семейство Лоозов было медиатизовано. Старший сын герцога, однако, не обратил внимание на это обстоятельство и вступил в брак с любимой женщиной из третьего сословия, чем вызвал гнев своего отца, обвинившего его в мезальянсе. Герцог Корсварен лишил сына наследства, завещав поместья в Порейнье сыну своей дочери — представителю знатнейшего бельгийского рода Ланнуа. 
Сын герцога попытался оспорить это решение в суде, но проиграл в Пруссии (которая поглотила княжество Райне) все процессы, затянувшиеся до 1839 года. Более того, в следующем году король Пруссии сделал его противника Ланнуа князем, чем обеспечил ему наследственное место в прусской палате господ.

## Позднейший статус

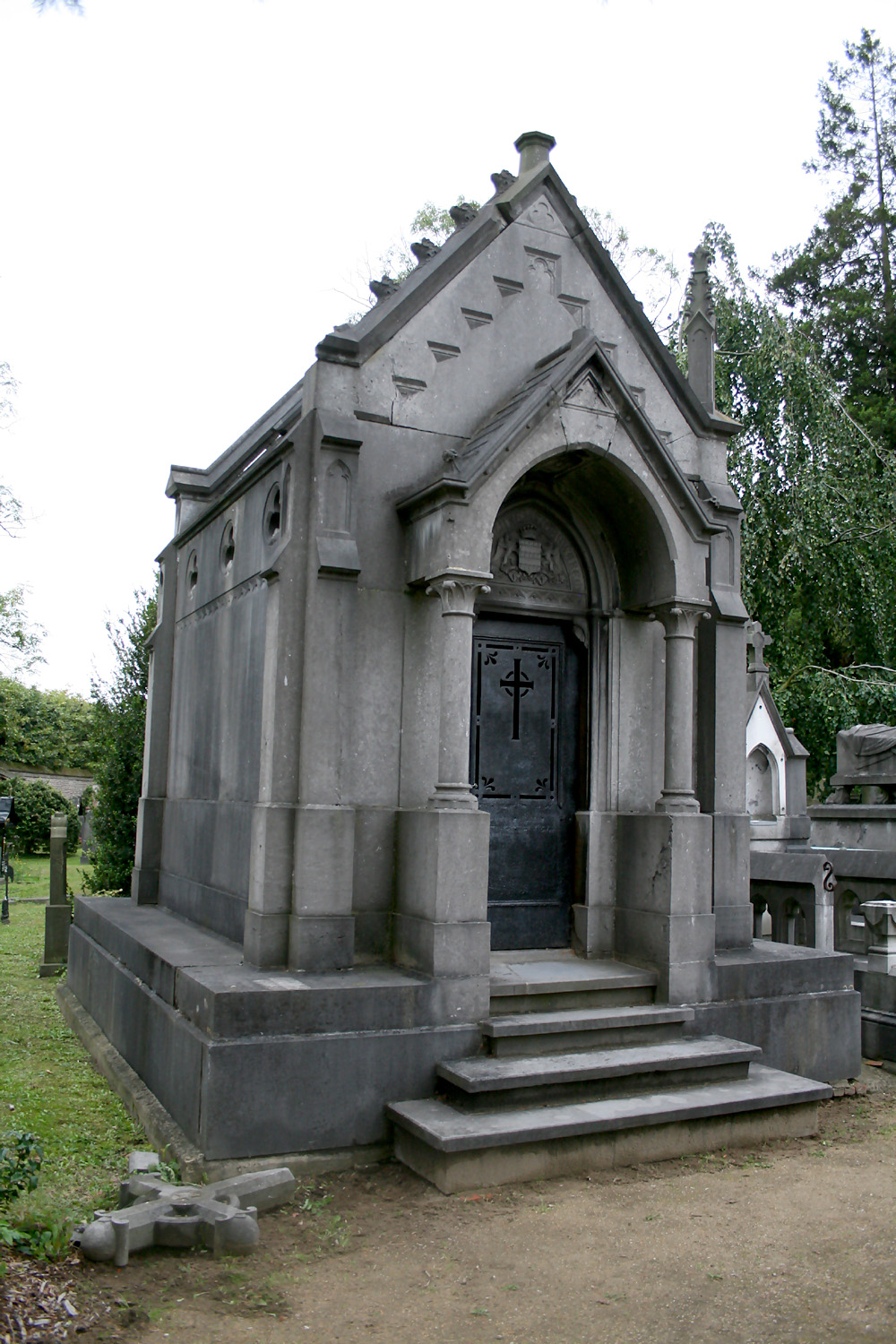
Усыпальница Корсваренов в Хассельте

Неожиданно получив медиатизованный статус (означающий юридическое равенство с королями) и тут же лишившись его из-за мезальянса, обезземеленные Корсварены продолжали заключать браки с франкоязычными дворянками средней руки, а затем и просто с простолюдинками. Дочь лишённого наследства вышла замуж в 1826 году за Хосе де ла Рива, экс-президента Перуанской республики, а её племянник взял в жёны внучку испанского министра Годоя.
Несмотря на мезальянсы, семейство Лооз-Корсварем — одно из восьми, которые король Бельгии принимает в Голубом салоне королевского дворца как «сливки» местной аристократии. Остальные фамилии — князья Шиме из рода Караман-Рике, герцоги Круа и Урсель, князья де Линь, Мероде, Лобковиц и Аренберг. Представители этого рода ныне проживают не только в Бельгии, но также во Франции и в Германии.